# Bajram Haliti
Bajram Haliti (serb. Бајрам Халити; ur. 21 maja 1955 w Gnjilanem, zm. 18 lipca 2022 w Belgradzie) – jugosłowiański i serbski poeta narodowości romskiej, także polityk i publicysta. Opublikował dwie sztuki teatralne: Romi u paklu Jasenovca oraz Nedodirljivi ne umiru – Romi deca božija, a w 2011 roku opublikował pierwszy słownik serbsko-romski, będącym jednocześnie pierwszym romskim słownikiem na świecie; pozycja zawiera ok. 50 tysięcy słów.

## Życiorys
W 1985 roku rozpoczął pracę dziennikarza w Radio Televizioni i Prishtinës. W 1995 roku założył w Gnjilanem czasopismo Ahimsa, którego został redaktorem naczelnym; czasopismo miało tematykę informacyjną i było wydawane w języku serbskim i romskim.
Podczas odbywającego się w Zagrzebiu od 23 do 25 października 2008 roku VII Światowego Kongresu Romów, został wybrany na Sekretarza Generalnego Międzynarodowej Unii Romów. Zamieszkał w belgradzkiej dzielnicy Zemun.

## Nagrody
W 2000 roku zajął II miejsce w 7. Międzynarodowym Konkursie Artystycznym Amico Rom w Lanciano w kategorii poezja w języku romskim.